# Spannmålstullar
Spannmålstullar var i äldre tid den ekonomiskt viktigaste delen av tullskydd. Spannmålstullarnas upphävande i England 1846 innebar frihandelns genombrott, först i England och inom kort därefter i större delen av Europa. 
Detta inträffade ungefär samtidigt med den stora omvälvningen inom transporttekniken, vilken gjorde det möjligt att för minskade kostnader frakta stora varumängder runt världen. Följden blev ett stort uppsving i den internationella handelsomsättningen. De västeuropeiska länderna översvämmades av det växande skördeöverskottet från Ryssland och Amerika till priser, som för det europeiska jordbruket med dess dyrare och ofta tungt skuldbelastade jord hotade att bli ruinerande. Den övermäktiga konkurrensen framkallade en kris, som födde krav på ett effektivt tullskydd. Signalen till en systemförändring i detta avseende gavs av Tyskland (på initiativ av Bismarck) där det 1879 infördes, inte utan hårt motstånd, en moderat spannmålstull, som senare i flera omgångar, fram till 1902, avsevärt stegrades.
Andra länder följde efter och i Sverige återinfördes tullarna 1888 som en följd av det stora utbudet av spannmål från USA och Australien. Efter en tillfällig sänkning 1892 höjdes tullsatserna 1895 åter avsevärt för flertalet spannmålsslag såsom råg, vete, korn, majs, ris, ärter och bönor.
På grund av prisfallet under 1920-talet kompletterades spannmålstullarna 1926 med utförselbevis: den som exporterade råg och vete slapp att erlägga tull när han importerade motsvarande mängd. I längden gagnade dock tullen inte jordägarna, utan skadade honom snarare genom att försvåra exporten av spannmål p.g.a. stigande prisnivåer. Verklig fördel kunde man endast dra av fritt stigande marknadspriser.
Jordbrukskrisen 1929-35 medförde inmalningstvång. Vid förmalning av brödsäd skulle en viss del vara svensk, samtidigt som staten fastställde ett lägsta pris och gjorde stödköp av överskott för att hålla jordbrukets intäkter uppe.
En metod, varmed man försökte göra spannmålstullarnas verkan mindre betungande och bidra till mera stabila priser, var den glidande tullskalan, som innebar att tullens belopp höjdes och sänktes i omvänt förhållande till spannmålspriset. Detta system hade tidigare prövats i flera länder, men togs ur bruk, sedan det visat sig, att det dels varit svårt att tillämpa, dels inte kunnat uppfylla sitt syfte, utan snarast hade framkallat en konstlad spekulation i prisförändringar.
Under andra världskriget infördes prisreglering i syfte att hejda prisstegringar. Dessa avlöstes 1947 av garantipriser för att säkra jordbrukarna en viss inkomstnivå.